# Margamekar (Sumedang Selatan)
Margamekar is een bestuurslaag in het regentschap Sumedang van de provincie West-Java, Indonesië. Margamekar telt 3804 inwoners (volkstelling 2010).